# Криксајд (Пенсилванија)
Криксајд (енгл. Creekside) град је у америчкој савезној држави Пенсилванија.

## Демографија
По попису из 2010. године број становника је 309, што је 14 (-4,3%) становника мање него 2000. године.
| Група             | 2000.       | 2010.       |
| Белци             | 318 (98,5%) | 301 (97,4%) |
| Афроамериканци    | 2 (0,6%)    | 1 (0,3%)    |
| Азијати           | 0 (0,0%)    | 0 (0,0%)    |
| Хиспаноамериканци | 1 (0,3%)    | 3 (1,0%)    |
| Укупно            | 323         | 309         |